# Croada dels Pastors
|  | Per a altres significats, vegeu «Croada dels Pastors (1320)». |

La Croada dels Pastors de 1251 va ser un moviment popular al nord del Regne de França, dirigida a rescatar el rei Lluís IX de França durant la Setena Croada.

## Antecedents
En 1249, Lluís IX de França va marxar a la Setena Croada deixant la seva mare, Blanca de Castella, com regent durant la seva absència, però Lluís IX va ser derrotat i capturat a Egipte i, quan la notícia va arribar a França l'any següent, tant els nobles com els camperols es van afligir, perquè el rei era molt estimat i era inconcebible que un home tan piadós pogués ser derrotat pels "pagans". Lluís va enviar els seus germans a França per obtenir un rescat, però malgrat els esforços de sa mare, ni la noblesa ni el clergat van ajudar el rei.

## Formació
Una de les mostres de suport va prendre forma en un moviment camperol al nord de França dirigit per un home conegut només com "el Mestre d'Hongria", que sembla un vell monjo hongarès que vivia França que deia que havia rebut la visita de la Mare de Déu, qui li va donar instruccions per portar els pastors de França a la Terra Santa per rescatar Lluís IX de França. Els seus 60.000 seguidors eren majoritàriament joves camperols, homes, dones i nens, del Ducat de Brabant, Hainaut, Flandes i Picardia, que el van seguir a París al maig, on el mestre es va reunir amb Blanca de Castella. Mateu de París va pensar que era un impostor, un dels líders de la croada dels nens de principis de segle. Es va restringir els seus moviments a la ciutat, i no se'ls permetia creuar al marge esquerre del riu, on es troba la Universitat de París.

## Dispersió
La multitud de pastors es van separar després de sortir de París. Alguns d'ells van anar a Rouen, on es va expulsar a l'arquebisbe i van llançar alguns sacerdots al riu Sena, mentre van atacar monestirs a Tours. Altres, sota el Mestre van arribar a Orleans l'11 de juny, on van ser denunciats pel bisbe, a qui també va atacar, juntament amb altres clergues, inclosos els franciscans i els dominics, i van lluitar contra els estudiants universitaris de la ciutat, tal com Blanca de Castella havia temut que passés a París. Passant a Amiens i Bourges, va començar a atacar els jueus.
Blanca de Castella va ordenant que es capturés i excomuniqués la multitud, i es va fer amb bastant facilitat, doncs simplement vagaven sense rumb pel nord de França, però el grup dirigit pel Mestre resistir fora de Bourges, i el Mestre va morir en el combat.
La croada sembla haver estat més una revolta contra l'església i la noblesa francesa, que es creia que han abandonat Lluís IX de França, però els pastors desconeixien el que va passar a Lluís, o la logística necessària per emprendre una croada per rescatar-lo. Després d'estar dispersos, alguns dels participants van viatjar a Aquitània i Anglaterra, on se'ls va prohibir predicar i altres van prendre el vot de creuada, podrien haver anat a la croada.